# NGC 2738
NGC 2738 (również PGC 25454 lub UGC 4752) – galaktyka spiralna (Sc), znajdująca się w gwiazdozbiorze Raka. Odkrył ją Heinrich Louis d’Arrest 23 lutego 1863 roku.